# Death Note
Death Note (デスノート Desu Nōto?) es una serie de manga escrita por Tsugumi Ōba e ilustrada por Takeshi Obata, y cuya adaptación a anime fue dirigida por Tetsurō Araki. La historia se centra en Light Yagami, un estudiante de escuela secundaria. Un día, encuentra un cuaderno con poderes sobrenaturales llamado «Death Note», con el cual es capaz de matar personas si se escriben los nombres de estas en él, a la vez que si el portador visualiza mentalmente la cara de quien quiere asesinar. Light, percatándose del potencial del cuaderno, intenta eliminar a todos los criminales y crear un mundo donde no exista la maldad. Sin embargo, un misterioso detective privado que se hace llamar L, famoso mundialmente por resolver grandes casos en el pasado, tratará de frustrar sus planes.
La serie está basada en un one-shot que fue difundido por Shūeisha para la revista Shōnen Jump y que se generalizó nuevamente como una inclusión en el volumen trece, «How to Read», el cual es una guía que contiene datos relativos a la franquicia, incluyendo el perfil de todos los personajes principales. El manga comenzó a publicarse en diciembre de 2003 por la editorial Shūeisha, en la revista semanal japonesa Shōnen Jump, hasta su final en mayo de 2006 con el duodécimo volumen, llegando a recolectar ciento ocho capítulos. Más tarde, la historia del manga fue adaptada a un anime producido por Madhouse, hasta que llegó a su final con un total de treinta y siete episodios. El anime se emitió en Japón desde el 3 de octubre de 2006 hasta el 26 de junio de 2007 por la cadena televisiva Nippon Television. Asimismo, la obra ha sido adaptada a tres películas en imagen real, dos novelas ligeras y múltiples videojuegos creados por Konami para Nintendo DS. En 2006, Ōba creó un artbook llamado Blanc et Noir, el cual contiene ilustraciones sobre la serie, siendo publicado oficialmente por Shūeisha; asimismo, se han creado varios libros suplementarios sobre la franquicia. Más tarde, se creó un nuevo one-shot que narra los sucesos que ocurren dos años después del final del manga original, al igual que dos episodios especiales llamados «Death Note Rewrite: The Visualizing God» y «Death Note Rewrite 2: L's Successors», los cuales son una especie de resúmenes de la primera parte narrada por Ryuk y la segunda parte, narrada por L. Las versiones en español del manga fueron publicadas por la editorial Editores de Tebeos —antigua Ediciones Glénat— y posteriormente Norma Editorial en España, por Grupo Editorial Vid y Panini Manga en México, por Larp Editores, por Ivrea en Argentina, y posteriormente por Panini Cómics en Colombia.
Varias publicaciones de manga, anime y otros medios han elogiado y, a su vez, criticado la serie. Ha sido reconocido a nivel internacional y ha sido catalogado como uno de los animes más populares de la historia, además de haber ganado millones de seguidores alrededor del mundo. Aun cuando se ha señalado que su argumento resulta entretenido para las audiencias, Death Note fue prohibido en China debido a que los niños modificaban sus cuadernos en semejanza al Death Note.

## Aspectos de la obra

Imagen de un Death Note.

En la historia, el «Death Note» es un cuaderno con una portada de color negro con su nombre inscrito en ella. Este cuaderno tiene el poder de matar a cualquier persona con tan solo escribir su nombre y apellido en él, siempre que el portador visualice mentalmente la cara de quien quiere asesinar. Las personas cuyos nombres son escritos en el cuaderno mueren de un ataque al corazón después de cuarenta segundos, a menos que se especifique la causa de su muerte; el portador de la Death Note tiene seis minutos y cuarenta segundos para especificar la causa de la muerte.
Pese a su fácil uso, la Death Note no es un instrumento infalible, dado que tiene ciertas limitaciones y reglas que incluso los shinigamis desconocen. La libreta no puede deformar la realidad, por lo que las víctimas asesinadas por la Death Note solo pueden morir por muertes posibles a su alrededor y cualquier incumplimiento ante dichas condiciones anularían las especificaciones en el cuaderno pero no la muerte de las personas. Así mismo, una persona solo puede ser manipulada hasta cierta extensión antes de morir a causa de los efectos del Death Note, siendo el número de días límite de veinte tres; sin embargo es posible ocasionar la muerte de una persona por enfermedades crónicas dependiendo del tiempo que tomen en desarrollarse.
Los shinigamis son los portadores originales de los Death Note. Gracias a sus ojos, pueden matar a las personas con facilidad, ya que les permiten ver el nombre real y el tiempo que les queda de vida. Los shinigamis no pueden ser vistos por las personas normales a no ser que hayan tocado su Death Note. Cuando Ryuk arrojó su Death Note a la Tierra, escribió las instrucciones sobre su uso en inglés, ya que es un idioma universal; es por ello que Light Yagami lo aprende a usar en poco tiempo después de haberlo encontrado. Como Ryuk lo explica ante Light, es posible para un ser humano obtener la habilidad de los shinigami para descubrir el verdadero nombre de las personas con ver su rostro, aunque solo puede obtenerse al sacrificar la mitad del tiempo restante de vida y es imposible recuperar dicha habilidad sin volverse a realizar el intercambio otra vez. 
En el momento en que un portador humano de un Death Note renuncia a este o el cuaderno es destruido, esa persona pierde todos los recuerdos relacionados con el cuaderno automáticamente, pero si la persona lo toca recuperará todos sus recuerdos.
En el manga, cada capítulo contiene una página especial con las reglas del Death Note, mientras que en el anime, en cada pausa —usualmente dos por episodio— se narra una regla sobre el uso del Death Note.

## Argumento

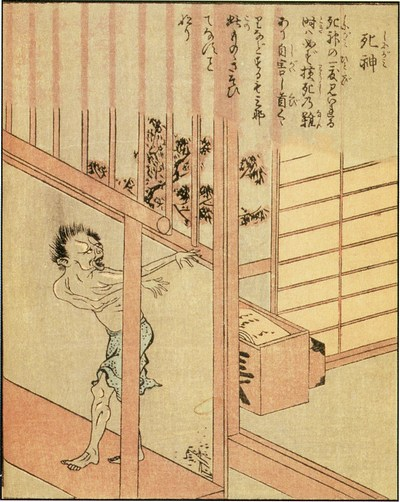
Representación artística de un shinigami en el libro Ehon Hyaku Monogatari, muy parecido a los shinigami de la serie.

Light Yagami, uno de los estudiantes más sobresalientes de Japón, tiene una perspectiva «aburrida» de la vida y, casi al final del primer capítulo, empieza a considerar el mundo como un lugar «podrido». Su vida sufre un cambio radical cuando encuentra un cuaderno sobrenatural llamado «Death Note» tendido en el suelo de la escuela. Detrás de la portada, se encuentran las instrucciones de su uso: si se escribe el nombre de una persona y se visualiza mentalmente su rostro, morirá de un ataque al corazón. Al principio, Light desconfía de la autenticidad del cuaderno, pero después de probarlo en dos ocasiones se da cuenta de que el poder es real. Luego de cinco días, recibe la visita del anterior dueño del Death Note, un shinigami llamado Ryuk, que le cuenta que dejó caer el Death Note a la Tierra porque se encontraba aburrido, y a su vez Light le dice que su objetivo es matar a todos los criminales del mundo, para limpiarlo de la maldad y convertirse en el «dios del nuevo mundo». Llegado el momento, el número inexplicable de muertes llama la atención del FBI y la de un famoso detective privado conocido como «L». L deduce rápidamente que este asesino en serie —apodado por el público como «Kira» (キラ?  derivado de la típica pronunciación japonesa de la palabra inglesa «killer», lit. «asesino»)— se encuentra en Japón. Asimismo, se da cuenta de que Kira puede matar personas sin necesidad de poner un dedo sobre ellas, aunque  descubre también que necesita conocer el rostro y el nombre completo de sus víctimas. Light se da cuenta de que L será uno de sus mayores rivales, y se produce un juego psicológico entre ambos.
Misa Amane, una famosa ídolo de Japón que porta un Death Note, que le fue entregado por Rem, contacta con Light. Misa se obsesionó con la figura de Kira cuando este mató al asesino de sus padres, por lo que se dedica a ayudar a Light convirtiéndose en el «segundo Kira», con el fin de centrar la investigación en ella para dar tiempo a Light a crear un nuevo plan. Sin embargo, es capturada y encerrada por L, luego de producir sospechas. Light traza un plan para renunciar a la propiedad de los Death Note —tanto el suyo como el de Misa— y así olvidar los recuerdos de estos para poder rescatarla. Después de perder sus recuerdos, Light es liberado debido a la reaparición de un nuevo Kira, sin embargo L nunca deja de sospechar que Light es el verdadero Kira, libre pero encadenado a L, juntos comienzan a centrar la investigación sobre un grupo de delincuentes de una empresa llamada «Yotsuba», quienes tienen el Death Note de Misa. Al detenerlos, Light recupera todos sus recuerdos en el momento que toca el Death Note. Rem, siendo manipulada por Light para que actúe a su favor, asesina a L y a su asistente, Watari. Dado que incumple una de las reglas del Death Note, poco después Rem muere debido a una de las leyes de los shinigamis que prohíbe aumentar la vida de los humanos, aumentando el tiempo de vida de Misa. Después de la muerte de L, Light asume el cargo de «nuevo L» en el grupo de investigación.
Cinco años más tarde, aparecen Near y Mello, los sucesores oficiales de L, que se dividen para ver quién podrá atrapar a Kira primero. Near, con ayuda del Gobierno, crea la SPK, una organización fundada con el objetivo explícito de capturar a Kira, mientras que Mello hace un trato con la mafia para lograr el mismo objetivo. Mello comienza a ejecutar su plan y a investigar sobre los poderes Death Note, y Near —haciéndose pasar por L— contacta a Light. Este decide buscar a una persona para que lo reemplace por un tiempo en su trabajo como Kira, ya que Near empieza a sospechar de él y Misa ya no le es de utilidad. Escoge a Teru Mikami, un hombre que lo admira profundamente. Mello secuestra a Kiyomi Takada, la exnovia de Light en la universidad y actual aliada, y la utiliza para completar sus planes. Sin embargo, muere a manos de Takada, la cual conservaba un trozo del Death Note. La mujer, de todas formas, termina siendo asesinada por Light. Por otro lado, Near hace contacto con Light y su equipo para llevar a cabo una reunión. Light aprovecha la oportunidad para comunicarle a Mikami que investigue sobre los verdaderos nombres de los miembros del SPK.
Cuando el día de la reunión llega, Mikami escribe los nombres de los miembros del SPK en su Death Note, pero Near explica que no sucederá nada, ya que cambió ese cuaderno por uno falso. Light, acorralado por las deducciones de Near, revela que todo es cierto e intenta matarlo con un trozo de Death Note que tenía en su reloj. No obstante, Tōta Matsuda —uno de los agentes del caso Kira y quien admiraba a Light— le dispara, lo que lo deja malherido. Light le suplica a Ryuk que lo ayude a escribir los nombres de todos los presentes en su Death Note menos el suyo. El shinigami finge estar de acuerdo y escribe el nombre de Light en su lugar, y este pasa sus últimos momentos suplicando no morir. Un año después, Matsuda y los demás compañeros de Light continúan trabajando con Near, quien se ha convertido en el nuevo L. Matsuda sospecha que Near pudo haber usado la Death Note como recurso para derrotar a Light y no dejar evidencia alguna. No obstante, no tiene cómo probarlo, por lo que concluye que podría estar equivocado. Además, nota que, si bien el mundo volvió a ser el mismo tras la muerte de Light, parte de la población cree que Kira solo se ha tomado un descanso y se forman grupos religiosos que esperan su regreso, cumpliendo irónicamente el deseo de Light de ser venerado como una deidad.

## Personajes principales
A continuación se describirán brevemente a los personajes principales, se nombrarán actores de doblaje (seiyū en japonés) de la versión original japonesa, Hispanoamérica y España:
- Light Yagami (夜神 月 Yagami Raito?, también conocido como «Kira» キラ) es uno de los mejores estudiantes de Japón. Una vez que encuentra la Death Note, se dispone a acabar con todos los criminales del mundo y crear uno donde él sea el dios.[29] A medida que usa el cuaderno, el número de muertes inexplicables llama la atención de todos los medios de comunicación, volviéndose el centro de atención de Japón e incluso del mundo. Más tarde, tendrá que evadir las deducciones de L para poder lograr sus objetivos.[43] En la adaptación japonesa su seiyū es Mamoru Miyano,[44] mientras que en el doblaje hispanoamericano es Manuel Campuzano,[45] y en el español es Sergio Zamora.[46]

- L (エル Eru?), cuyo nombre real es L Lawliet (エル・ローライト Eru Rōraito?),[47][48] es un famoso detective privado cuya identidad al principio nadie sabe, a excepción de su asistente, Watari. Es conocido mundialmente por descifrar casos complicados, ya que es una persona extremadamente inteligente.[10][34] En la adaptación japonesa su seiyū es Kappei Yamaguchi,[49] mientras que en el doblaje hispanoamericano es Hugo Núñez,[50] y en el español es Roger Pera.[51]

- Ryuk (リューク Ryūku?) es el shinigami principal que dejó caer el Death Note en el mundo de los humanos por puro aburrimiento. Acompaña a Light ya que, tal y como marcan las reglas, debe hacerlo hasta que el portador del cuaderno muera. En la adaptación japonesa su seiyū es Nakamura Shidō,[52] mientras que en el doblaje hispanoamericano es Rolando de Castro,[53] y en el español es Jorge Varela.[54]

- Misa Amane (弥 海砂 Amane Misa?) es una famosa ídolo de Japón que también porta un Death Note. Se obsesiona con Kira tras haber dado muerte este al asesino de sus padres, por lo que se dedica a ayudar a Light, haciéndose pasar por el «segundo Kira».[32] Se enamora profundamente de Light, dejándose manipular fácilmente por él, pero este solo la usa para lograr sus objetivos.[28] En la adaptación japonesa su seiyū es Aya Hirano,[55] mientras que en el doblaje hispanoamericano es Rebeca Gómez,[56] y en el español es Núria Trifol.[57]

- Near (ニア Nia?), cuyo nombre real es Nate River (ネイト・リバー Neito Ribā?), es uno de los chicos superdotados del orfanato Wammy's House y el primero en la línea de sucesión de L.[36] Al ser informado de la muerte de L, el director del orfanato le propone a Mello trabajar junto con Near, pero lo rechaza. Más tarde, con ayuda del gobierno, Near crea el SPK, una organización fundada con el único objetivo de capturar a Kira, logrando descubrir a Light.[40] Según Near, ni él ni Mello estaban al nivel de L, pero juntos lo igualaban o incluso lo superaban.[58] En la adaptación japonesa su seiyū es Noriko Hidaka,[59] mientras que en el doblaje hispanoamericano es Bruno Coronel,[60] y en el español es Masumi Mutsuda.[61]

- Mello (メロ Mero?), cuyo nombre real es Mihael Keehl (ミハエル・ケール Mihaeru Kēru?), es uno de los chicos superdotados del orfanato Wammy's House al igual que Near, y el segundo en la línea de sucesión de L.[36] Cuando L muere, hace un trato con la mafia para intentar atrapar a Kira antes que Near, pero es asesinado por Kiyomi Takada, quien escribe su nombre en el Death Note por orden de Light.[62] En la adaptación japonesa su seiyū es Sasaki Nozomu,[52] mientras que en el doblaje hispanoamericano es Javier Olguín,[53] y en el español es Manuel Gimeno.[54]

## Producción
La serie no está basada en algún tipo de concepto principal, ya que se trata de una obra que incluye a shinigami y «reglas específicas». Tsugumi Ōba deseaba hacer una serie de suspenso, ya que no se sentía capaz de crear una sobre peleas y consideraba que no existían muchas obras con esa temática.

### One-shot
El proceso de la creación de la serie inició cuando Ōba llevó algunas viñetas sobre dos ideas a Shūeisha. Ōba dijo que el one-shot de Death Note fue bien recibido por la editorial y obtuvo reacciones positivas de los lectores, aunque aseguró que mantener una historia de solo capítulo fue «muy difícil» y que le tomó más de un mes escribirlo. Obata dijo que quería dibujar el manga luego de escuchar sobre una «historia de terror con shinigamis». De acuerdo con Obata, cuando recibió el borrador creado por Ōba, no lo entendió muy bien pero quiso participar en el proyecto por la presencia de los shinigami y por ser un trabajo «oscuro». También comentó que le interesaba el avance del argumento mientras leía las viñetas y se preguntaba si los lectores de Shōnen Jump iban a disfrutar la serie. Indicó además que aunque existía poca acción del personaje principal, le gustó la atmósfera de la historia. Ōba llevó el borrador del one-shot a la editorial y Obata se encargó más adelante de continuar las ilustraciones. El editor le comentó a Ōba que no era necesario reunirse con Obata para discutir sobre el capítulo piloto, algo que para Ōba «salió bien».

### Publicación semanal
Cuando se publicó el one-shot, el autor comentó que no esperaba que la serie fuera publicada semanalmente, ya que consideraba que no sería difundida por Shōnen Jump. Ōba dijo que cuando se dio cuenta de que el manga sería publicado por Shōnen Jump e ilustrado por Takeshi Obata, no lo podía creer. Ōba se encargaba de crear viñetas con diálogos y dibujos básicos, que luego eran enviados al editor y, una vez revisadas, este las enviaba al ilustrador con un guion terminado y una distribución de paneles casi finalizada; entonces Obata determinaba las expresiones y los ángulos y creaba las ilustraciones finales. El guionista se encargaba del tiempo narrativo y la cantidad de diálogos, haciendo que el texto fuera lo más breve posible. Ōba comentó que creía que leer demasiado planteamiento sería cansino y tendría un efecto negativo en la atmósfera de suspenso. El ilustrador tenía una licencia artística significativa y trabajaba con descripciones básicas, como un «edificio abandonado». Originalmente Obata pensó dibujar los Death Note similares a las Biblias, aunque luego pensó que ese diseño sería difícil de usar y en su lugar optó por un cuaderno.
El horario semanal de producción incluía cinco días para idear la trama y un día para crear un borrador con diálogos. En este punto el escritor le enviaba el borrador inicial al editor. Ōba comentó que en ocasiones le tomaba tres o cuatro días pensar un capítulo, aunque a veces tardaba hasta un mes. El ilustrador por otro lado se dedicaba un día al diseño de viñetas y el segundo día continuaba con los dibujos. Obata indicó que algunas veces le tomaba unos días extra para hacer páginas a color, lo que «desordenaba su horario». Ōba aseguró que la serie acabó más o menos como él tenía intención de acabarla: inicialmente consideraba la idea de que L venciera a Light, pero luego se decidió por un final en una bodega. De acuerdo al escritor, los detalles del final estaban decididos desde el inicio. El escritor también indicó que no tenía un tema que quisiera expresar a través de la serie, pero si tuviera que escoger uno, sería que «todos los humanos morirán al final y no podrán revivir, así que demos nuestro mejor esfuerzo mientras estamos vivos». Cuando le preguntaron al autor si la serie era acerca de disfrutar los giros en la trama y la guerra psicológica, Ōba respondió que ese concepto fue la razón por la cual se sentía muy feliz de publicar su manga en Shōnen Jump, añadiendo que al dirigir Death Note a un público joven, el lector podía enfocarse en el entretenimiento puro en lugar de la ideología.

### Adaptación
El director de la adaptación al anime, Tetsurō Araki, pretendía resaltar los aspectos que hacían interesante la serie, en lugar de simplemente enfocarse en lo moral o en el concepto de justicia. El organizador de la serie, Toshiki Inoue, estuvo de acuerdo con Araki y agregó que en la adaptación al anime lo importante era destacar los aspectos que hacen interesante la versión original. Inoue consideraba que la presencia de Light era el aspecto más absorbente, por lo que la adaptación narra los pensamientos y acciones de Light en lo posible. El guionista agregó que, para incorporar mejor el argumento del manga, cambió el orden de los sucesos e introdujo escenas retrospectivas luego del tema de apertura.
Araki dijo que debido a que el televidente no puede devolverse en las páginas como lo haría en una historieta, el personal del anime se aseguró de aclarar los detalles. Inoue comentó que no querían complicarse con cada detalle, así que el personal seleccionaba los elementos a enfatizar; debido a la complejidad del manga, describió el proceso como «definitivamente delicado y un gran reto». Inoue afirmó que puso más instrucciones y notas de lo normal en el guion y Araki dijo que se debió a la importancia de los detalles. Las notas se convirtieron en algo crucial para el desarrollo de la serie. Araki indicó que cuando descubrió el proyecto de animación de Death Note, «literalmente rogó» para unirse al equipo de producción y, una vez que lo logró, insistió en que Inoue debía escribir el guion. Inoue agregó que debido a que disfrutaba leer el manga original deseaba esforzarse en el proyecto.
Shūsuke Kaneko, director de las películas de la serie, dijo que el manga «casi no siente» el dolor de las víctimas del Death Note, así que decidió usar un enfoque diferente para las películas.

## Contenido de la obra

### Manga
El manga de Death Note comenzó a publicarse desde diciembre de 2003 por la editorial Shūeisha en la revista semanal japonesa Shōnen Jump hasta concluir en mayo de 2006. El manga finalizó con un total de ciento ocho capítulos recopilados en doce volúmenes, aunque después de haberlo acabado se creó un volumen especial llamado «How to Read», que se publicó el 13 de octubre de 2006. Esta guía contiene datos relativos sobre la serie, anécdotas acerca de la producción, el perfil de todos los personajes principales, una copia del capítulo piloto que precedió el manga y entrevistas exclusivas a los creadores. La publicación en español de este volumen especial fue realizada por las mismas editoriales que se encargaron de difundir el manga.
El primer tankōbon de Death Note fue publicado el 2 de abril de 2004 y el duodécimo y último tankōbon fue publicado el 4 de julio de 2006. La serie está basada en un one-shot que fue difundido por Shūeisha, para la revista Shōnen Jump. El capítulo especial cuenta la historia de un adolescente de trece años de edad llamado Tarō Kagami (鏡太郎 Kagami Tarō?), que encuentra un Death Note pero no sabe cómo se usa. Más tarde, en febrero de 2008, Ōba y Obata crearon un nuevo one-shot igualmente difundido por Shūeisha, para la revista Shōnen Jump. El one-shot cuenta los sucesos que ocurren dos años después del final del manga original. En junio de 2008, el manga había logrado vender más de veintiséis millones de copias en Japón contando todos los volúmenes. En Estados Unidos, Death Note fue nominado al premio American Anime Awards en el año 2007, en la categoría mejor manga. No obstante, la serie no consiguió ganar el premio. Las versiones en español del manga fueron publicadas por la editorial Editores de Tebeos —antiguamente Ediciones Glénat— en España, por Grupo Editorial Vid en México para su distribución en el resto de Hispanoamérica, y por Larp Editores y posteriormente por Ivrea en Argentina.
Actualmente, el manga está siendo reimpreso en seis volúmenes, bajo el nombre de Death Note: Black Edition. En España, Norma Editorial adquirió los derechos de publicación para esta edición, en lugar de Editores de Tebeos (Glénat).

### Anime
| Director                         | Tetsurō Araki                                 |
| Creadores originales             | Tsugumi Ōba (historia) Takeshi Obata (dibujo) |
| Composición y guion              | Toshiki Inoue Shoji Yonemura                  |
| Dirección artística              | Mio Ishiki                                    |
| Animación y diseño de personajes | Akemi Kobayashi Masaru Kitao                  |
| Diseño de color                  | Ken Hashimoto                                 |
| Edición                          | Aya Hida                                      |
| Planificación                    | Hiroshi Hirayama Kazuhiko Torishima           |
| Dirección de sonido              | Tomoaki Yamada                                |
| Efectos de sonido                | Rie Komiya                                    |
| Música                           | Hideki Taniuchi Yoshihisa Hirano              |

El anime de Death Note, dirigido por Tetsurō Araki, animado por Madhouse y producido por las compañías japonesas Nippon Television, Shūeisha, D.N. Dream Partners y VAP, comenzó a transmitirse en Japón el 3 de octubre de 2006 hasta su final el 26 de junio de 2007 con un total de treinta y siete episodios de unos veintitrés minutos cada uno. DVD de la serie también han sido lanzados a la venta; Viz Media anunció en el Anime Expo de 2007 sobre el primer DVD, el cual fue lanzado el 20 de noviembre de 2007. La versión en español de estos DVD fue distribuida por Selecta Visión en España. Este anime está comprendido por una única temporada de 37 episodios
También se han creado dos episodios especiales basados en la serie, los cuales son narrados por Ryuk. El primero, llamado «Death Note Rewrite: The Visualizing God», se transmitió el 31 de agosto de 2007 en Japón por Nippon Television. El especial sirve a modo de resumen de la primera parte de la serie, en la cual Light aprende a usar su Death Note y comienza a tener dificultades con L. El segundo, llamado «Death Note Rewrite 2: L's Successors», se emitió el 22 de agosto de 2008 en Japón por la misma cadena televisiva. Se centra en la segunda parte, cuando L es asesinado y comienzan a surgir sus sucesores.
El doblaje en español del anime se realizó en dos versiones diferentes, una en México para Hispanoamérica y otra en España. El doblaje en España fue realizado en los estudios Dubbing Films, mientras que el doblaje en México fue realizado por AF & Associates The Dubbing House. En España, Death Note fue transmitido por Animax España, y en México, Venezuela, Colombia, Argentina (en español), y Brasil (en portugués) por Animax Latinoamérica. Otras cadenas que han emitido la serie son: Adult Swim (Estados Unidos), Pánico (México), MCM y Virgin 17 (Francia), 2x2 (Rusia), Animax (Hungría, Hong Kong, Portugal), AXN Sci Fi (Polonia, Hungría), MTV Italia (Italia) y en Chile por Etc...TV.

### Películas
La serie ha sido adaptada a tres películas en imagen real, todas ellas dirigidas por Shūsuke Kaneko, producidas por Warner Bros. y distribuidas por Encore Films. Cada una es adaptación del manga, a excepción de L change the world, la cual se centra en el personaje L.
La primera película, titulada simplemente Death Note, fue estrenada en Japón el 17 de junio de 2006 y encabezó la taquilla japonesa durante dos semanas, colocando a El código Da Vinci en segundo lugar. El DVD de la película fue puesto a la venta el 16 de septiembre de 2008 por Viz Media. La segunda, Death Note: The Last Name, fue emitida en Japón el 3 de noviembre de 2006. El DVD fue publicado el 10 de febrero de 2009 igualmente por Viz Media. La tercera película, llamada L change the world, fue publicada en Japón el 9 de febrero de 2008; esta se centra en L y aprovecha para enseñar rasgos importantes de su personalidad. En la película, L tiene que resolver un nuevo caso de asesinato en un plazo de 23 días, ya que se escribió su nombre en el Death Note. Además, esta última película fue adaptada a una novela con mismo título y argumento.
En abril de 2009, se anunció que Warner Bros. Pictures había adquirido los derechos para hacer una versión en vivo del manga y que había contratado a Charley y Vlas Parlapanides para adaptar el guion. La nueva película se basará en la serie manga original en lugar de las actuales películas en imagen real.
Una cuarta película en acción real, titulada Death Note: Light up the New World, fue dirigida por Shinsuke Sato y se estrenó en Japón en 2016. Lanzada diez años después del último filme, sucede también diez años después de las anteriores, en una sociedad afectada por el ciberterrorismo. En esta ocasión aparecen seis Death Note en la Tierra, enviadas por el Rey Shinigami en busca de un sucesor para Kira.
Se anunció a principios de 2016 que Netflix lanzaría bajo la dirección de Adam Wingard una película estadounidense de Death Note con posible fecha de estreno para el 2017.
El 25 de agosto de 2017 se estrenó la adaptación estadounidense del anime en Netflix, sin embargo, la película no fue muy bien recibida por los fanes debido a sus diferencias con la obra original, pero el 22 de agosto de 2018, los ejecutivos de Netflix anunciaron que la película tendrá una secuela y que el guionista Greg Russo se encarga del guion.

### Drama
Desde el mes de julio de 2015, un programa de la franquicia salió al aire por Nippon Television. Esta adaptación cuenta con nueva historia y nuevo reparto.

### Banda sonora
Se han publicado varias bandas sonoras de la serie, tanto para el anime como para las adaptaciones cinematográficas. Sound of Death Note es la banda sonora de la primera película, compuesta por Kenji Kawai y lanzada el 17 de junio de 2006 por VAP. Death Note Tribute es un álbum dedicado a la primera película en imagen real. Fue comercializado por Bertelsmann Music Group el 21 de junio de 2006 y contiene quince pistas realizadas por varios artistas, tales como Shikao Suga, M-flo, Buck-Tick y Aya Matsuura. La banda sonora trae un cuaderno Death Note. Sound of Death Note the Last name es la banda sonora de la segunda película y salió a la venta el 2 de noviembre de 2006. Otro álbum, llamado The Songs for Death Note the movie～the Last name Tribute, es dedicado a la segunda película; el álbum fue comercializado por Sony Music Entertainment el 20 de diciembre de 2006, contiene catorce pistas realizadas por diversos artistas, como Orange Range, Abingdon Boys School, High and Mighty Color, Doping Panda y Galneryus.
La música del anime fue compuesta por Yoshihisa Hirano y Hideki Taniuchi, mientras que los discos compactos fueron publicados por la NAR. El primer disco compacto, Death Note: Original Soundtrack, fue lanzado en Japón el 21 de diciembre de 2006. Contiene el primer opening y ending de la serie cantados por la banda japonesa Nightmare. Esto fue seguido por el segundo disco compacto, llamado Death Note: Original Soundtrack II, que fue lanzado en Japón el 21 de marzo de 2007. Cuenta con el segundo opening y ending por Maximum The Hormone. El tercer disco compacto, Death Note Original Soundtrack III, fue lanzado el 27 de junio de 2007. Las pistas 1-21 fueron compuestas por Taniuchi, mientras que las pistas de 22-28 fueron compuestas por Hirano. El álbum incluye una canción de Aya Hirano, quien también fue la seiyū de Misa Amane de la serie de anime.

### Videojuegos
Como varias otras series, se han creado numerosos videojuegos. Estos son desarrollados y publicados por la compañía japonesa Konami para Nintendo DS. El primer videojuego, llamado Death Note: Kira Game (デスノート- キラゲーム Desu Nōto - Kira Gēmu?), fue lanzado el 15 de febrero de 2007. Kira Game es un videojuego de estrategia donde el jugador puede asumir el rol de Kira o L. En este juego, Kira tratará de descubrir la verdadera identidad de L y viceversa.
Más tarde, se creó una secuela del juego, llamada Death Note: L o Tsugurumono (デスノート- Lを継ぐ者 Desu Nōto - Eru o Tsugumono?). Salió a la venta en Japón el 12 de julio de 2007 y se basa en la segunda parte del manga, donde se puede jugar con personajes como Mello y Near. Un tercer videojuego, llamado L the Prologue to Death Note —Rasen no Trap— (L the proLogue to DEATH NOTE —螺旋の罠— L the proLogue to DEATH NOTE -Rasen no Torappu-?), fue lanzado al mercado el 7 de febrero de 2008. El jugador asume el papel de un novato agente del FBI que se despierta en un hotel desconocido y trata de escapar con la ayuda de L. La historia se desarrolla antes de la investigación de Kira en la serie original.
Varios personajes de Death Note aparecen en los videojuegos Jump Super Stars y Jump Ultimate Stars, un juego de lucha con una gran cantidad de personajes de otros manga de Shōnen Jump.

### Artbooks y novelas
Existen varios libros suplementarios de Death Note, entre ellos un artbook llamado Blanc et Noir, el cual fue publicado oficialmente por Shūeisha el 31 de agosto de 2006 y el cual contiene ilustraciones sobre la serie. Asimismo se creó una guía analítica oficial sobre la animación de la serie, que fue publicada el 4 de septiembre de 2007 igualmente por Shūeisha.
Nishio Ishin adaptó la serie a una novela ligera llamada Death Note: Another Note - El caso del asesino en serie BB de Los Ángeles (アナザーノート — ロサンゼルスBB連続殺人事件?). Esta obra es una precuela del manga, con Mello narrando la historia. La novela se enfoca en cómo trabaja L con la exagente del FBI, Naomi Misora, en el caso del asesino en serie de Los Ángeles, B.B. El material fue ilustrado por Obata y publicado el 1 de agosto de 2006 por Shūeisha. La tercera película de la serie, L change the world, fue adaptada a una novela ligera con el mismo título y el mismo argumento y fue publicada el 25 de diciembre de 2007 por Shūeisha.

## Recepción

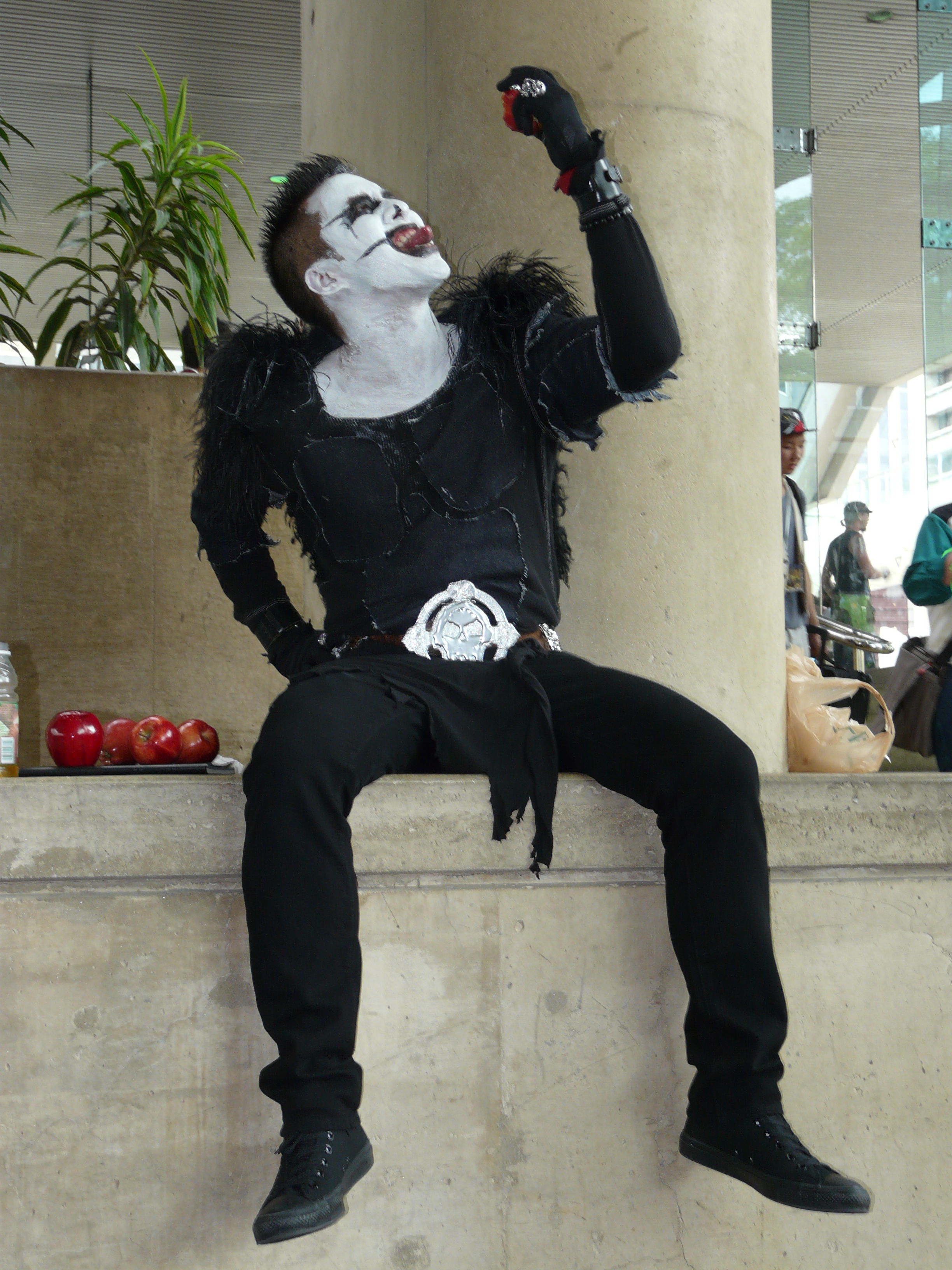
Cosplayer de Ryuk.

Hasta abril de 2015, Death Note había vendido alrededor de treinta millones de copias en Japón. La serie también fue nominada al premio American Anime Awards en el año 2007 en la categoría de mejor manga. No obstante, la serie no consiguió ganar el premio. En enero de 2007, Oricon realizó una encuesta sobre el mejor personaje de manga y anime. El ganador general fue L, que ocupó el primer lugar en la encuesta realizada para mujeres y el segundo lugar en la de hombres.
Zac Bertschy de Anime News Network señaló que existe una marcada diferencia entre el manga Death Note y otras series del mismo género, debido a que Light Yagami comete los asesinatos ocultando su verdadera identidad. Bertchy elogió la serie por ser una «gran historia». Briana Lawrence, otra revisora de Anime News Network, comentó que le gustó la serie, ya que a la mayoría de los personajes «se les dio la oportunidad de brillar». Sin embargo, dijo que no le gustó que el epílogo no hiciera mención sobre lo que sucedió con Misa Amane.
Julie Rosato de Mania Entertainment comentó que la historia es muy entretenida y que le gustó cómo se desarrolló al protagonista. John Powers de National Public Radio encontró cierta similitud en Death Note con la serie de televisión norteamericana Lost. Carl Kimlinger de Protoculture Addicts llamó a la serie «repulsiva» y dijo que «presenta una visión del mundo que es a la vez superficial y desagradable».
L change the world se convirtió en la segunda novela ligera más vendida en Japón en 2008. A. E. Sparrow de IGN calificó la novela Death Note: Another Note - The Los Angeles BB Murder Cases con 9,5 de 10 y comentó que el autor entiende «lo que hizo brillar a estos personajes tan bien» y «captura todos los hechos del manga».

## Crímenes e imitaciones
Hubo varios crímenes e imitaciones en todo el mundo basados en la serie. A principios de 2005, las autoridades escolares de Shenyang, capital de la provincia Liaoning, República Popular China, prohibieron Death Note debido a que algunos estudiantes de esa zona habían alterado sus cuadernos en semejanza al Death Note y habían escrito en ellos nombres de conocidos, enemigos y profesores. La prohibición fue diseñada para proteger la «salud física y mental» de los estudiantes, ya que el «material de terror» induce a «cometer errores a niños inocentes, distorsionando la mente y el espíritu de los mismos». Jonathan Clements ha sugerido a las autoridades chinas que actúen contra las «supersticiones» y ediciones piratas de Death Note. La prohibición se extendió a otras ciudades de China, incluyendo Pekín, Shanghái y Lanzhou. Legalmente, las publicaciones de Death Note en versiones en chino se difunden solamente en Hong Kong y en Taiwán.
El 28 de septiembre de 2007, dos notas que decían «Watashi wa Kira dess» [sic] (私はキラです Watashi wa Kira desu?, lit. «Yo soy Kira») fueron encontradas cerca de los restos de un hombre en Bélgica. Un estudiante de la Academia Militar Franklin en Richmond, Estados Unidos, fue suspendido después de ser capturado con una réplica del cuaderno de Death Note con los nombres de sus compañeros escritos en él.
En el 2008 en Carolina del Sur, Estados Unidos, los funcionarios de una escuela se apoderaron de un Death Note de un estudiante que tenía escrito los nombres de siete compañeros. En Alabama, Estados Unidos, dos niños de sexto grado fueron detenidos por poseer un Death Note con los nombres de varios estudiantes escritos en el cuaderno. En Washington, Estados Unidos, un estudiante de escuela intermedia fue expulsado y otros tres fueron suspendidos el 14 de mayo de 2008 por tener sus propios Death Note.